# Plaza de toros de Aracena
La plaza de toros de Aracena es un edificio histórico de la localidad de Aracena, en la provincia de Huelva, y que data de finales del siglo XIX. De propiedad municipal, y a pesar de su carácter centenario, el inmueble no cuenta con ninguna protección de tipo patrimonial.
La inauguración del edificio tuvo lugar el 14 de agosto de 1864 lidiándose una corrida de toros de la ganadería de Ramón Romero y Manuel Valladares y que estoqueó, en solitario el diestro Manuel Carmona El Panadero.

## Historia del edificio

### Antecedentes
La celebración de espectáculos taurinos en Aracena así como en el resto de localidades de la Sierra de Aracena está documentada desde el siglo XVII. Durante la Edad Moderna en la localidad se celebraban las corridas y novilladas en una plaza que se realizaba con maderos formando andamos con tablas, situada en un lateral de la Plaza Alta, entre el ayuntamiento y la iglesia mayor. Durante la primera mitad del siglo XIX se inician los trabajos para realizar una nueva plaza de toros, estable y a las afueras del pueblo, tal y como se deja constancia en la Gaceta de Madrid de 1827.
Esta plaza, que se terminó en 1828, estaba realizada en piedra y mampostería, aforando una capacidad de mil doscientos espectadores; autorizándose su uso, por parte del ayuntamiento en enero de 1829. El uso municipal de la plaza y la falta de liquidez por parte de la administración pública para su mantenimiento fue degradando el edificio hasta que terminó en estado de ruina.

### Edificio actual
En el segundo tercio del siglo XIX, la plaza de toros tiene una inyección económica por parte de los potentados de Aracena quienes deciden, a imitación de la Plaza de toros de Sevilla, reformar el inmueble y adoptar la misma estética que el coso hispalense, aportando mampostería con mortero de cal, piedras y ladrillos, estructurando el tendido en dos pisos, con palcos cubiertos, y las gradas cubiertas con losas, y arrojando una superficie capaz de albergar hasta tres mil personas. Concluida la reforma, se inaugura el nuevo coso el 14 de agosto de 1864 con una corrida de cuatro toros que estoqueó el diestro Manuel Carmona El Panadero, haciéndose cargo de los toros de la ganadería hispalense de Romero Valmaseda y otros dos de la ganadería de Manuel Valladares; actuando como sobresaliente el torero sevillano José Giráldez Jaqueta.